# John Mearsheimer
John J. Mearsheimer (født december 1947) er professor i statskundskab (R. Wendell Harrison Distinguished Service Professor of Political Science) ved University of Chicago. Han har været genstand for betydelig offentlig opmærksomhed for sit medforfatterskab til en artikel, senere trykt som bog: The Israel Lobby and U.S. Foreign Policy, en New York Times Best Seller.
Mearsheimer har besøgt Danmark flere gange, blandt andet i 2011 da han besøgte Syddansk Universitet til en konference om realismen i det 21. århundrede. Konferencen var arrangeret af studenterforeningen.

## Baggrund og tidlig karriere
Han blev født i Brooklyn, New York.
- Melder sig til US Army (1965).
- Går på West Point (1966-70).
- Officer i US Air Force (1970-75).
- Master-grad i International Relations fra University of Southern California (1974).
- Ph.D. i government, specielt international relations fra Cornell University (1981).
- Research fellow ved Brookings Institution i Washington, D.C.(1978-79).
- Post-doctoral fellow ved Harvard University’s Center for International Affairs (1980-82).
- Medlem af fakultetet ved

Department of Political Science at the University of Chicago (1982-) 
- Lektor (1984).
- Professor (1987).
- Institutleder for Department of Political Science (1989-92).
- Udnævnt til Harrison formandstolen (1996).
- Medlem af fakultetet i uddannelseskommiteen for International Relations.

Under forelæsninger refererer han jævnligt til USA som "Uncle Sugar" og modtager ofte stående ovationer ved afslutningen af en lektion.

## Israellobby-kontroversen
I marts 2006 udgav Mearsheimer sammen med Stephen Walt – en Robert and Rene Belfer Professor of International Relations ved Harvards John F. Kennedy School of Government – et arbejdspapir og siden en artikel i London Review of Books , hvor de diskuterede den magt som Israellobbyen har i at forme den amerikanske udenrigspolitik. De definerer Israellobbyen som "en løs koalition af individer og organisationer, som aktivt arbejder for at styre amerikansk udenrigspolitik i en pro-israelsk retning". Disse skrifter genererede betydelig mediedækning over hele verden, og førte til en ophedet debat mellem tilhængere og modstandere af argumentet. En af de største kritikere af bogen, er Harvard-professoren Alan Dershowitz, der bl.a. har beskyldt bogen for at gentage klassiske antisemitiske myter og komme med udokumenterede påstande.
Mearsheimer mener, at indflydelsen fra lobbyen på USA's udenrigspolitik har været overvejende negativ. I sine foredrag såvel som i sine bøger, siger han, at Israellobbyen, i alliance med Israel selv, har skubbet amerikansk udenrigspolitik i en retning, som ikke er i USA's nationale interesse. Hans pointe er, at den heller ikke er i Israels interesse. Han mener at USA's støtte til Israel inspirerer terrorister. Han mener at USA's støtte til israelske bosættelser i de besatte områder er en vigtig grund til terrorisme. Den motiverer nogle individer til at angribe USA. Den tjener som et mægtigt rekrutteringsredskab for terrorist-organisationer. Og endelig genererer den stor sympati for terror-aktioner blandt et stort antal mennesker i den arabiske verden.

### Mearsheimer: USA's støtte til Israels politik over for palæstinenserne en af de største grunde til terrorisme
Mearsheimer nævner ofte, at det er klart fra historiske vidnesbyrd, at Osama bin Laden lige fra han var en ung mand, har haft en stærk medfølelse for det palæstinensiske folks skæbne, og det er faktisk det oftest tilbagevendende tema i hans taler. 
Mearsheimer citerer den officielle 9/11 rapport for flg:
1. Kongressen blev valgt som mål, fordi "det var den største kilde til støtte for Israel i USA".
2. Osama bin Laden prøvede to gange at fremskynde angrebene så de passede sammen med aktuelle begivenheder i de besatte områder, selv om dette ville øge risikoen for fiasko.
3. Hovedarkitekten af angrebene, Khalid Sheikh Mohammeds animositet mod USA, stammede ikke fra hans erfaringer som student dér, men fordi han var voldsom modstander af USAs støtte til Israels politik overfor palæstinenserne.

### Lobbyens indflydelse på iværksættelsen afIrakkrigen
Mearsheimer og Walt mener, at Irak-krigen er den største strategiske fejltagelse i USA's historie. De argumenterer at Israel, og specielt Israellobbyen, var to af de største pådrivere af beslutningen om at invadere Irak. Det er svært at forestille sig, at denne krig kunne være sket uden dem, siger de.

### Lobbyens ønske om krig modIran
I sit foredrag nævner Mearsheimer, at tidligt i 2002, da israelerne kom under vejr med, at amerikanerne påtænkte at angribe Irak, prøvede de af al magt at få USA til at angribe Iran i stedet. Men efterhånden som de forstod, at The War Party – samlingen af chef-pådriverne for krig i Washington – havde tænkt sig at ordne Iran e-f-t-e-r at have ordnet Irak, sluttede de sig entusiatisk til planerne. De troede ligesom de neokonservative i Washington, at krigen ville blive 'a walk-over'. Ellers ville de, iflg. Mearsheimer ikke have godkendt planerne, idet endemålet var Iran, ikke at USA skulle sidde fast i Irak.

### Krise og krig i Ukraine
I 2014 skrev Mearsheimer en analyse af Natos udvidelse mod øst og hævdede at det var denne beslutning der var den grundlæggende årsag til Ruslands ulovlige annektering af Krim. Den neorealistiske tankegang kritiserer Washington for ikke at tage virkeligheden i betragtning, men gå ud fra at amerikansk hegemonisme er absolut og at det er i hele verdens interesse at den udøves. https://www.mearsheimer.com/wp-content/uploads/2019/06/Why-the-Ukraine-Crisis-Is.pdf
I augustnummeret 2023 af Le Monde Diplomatique uddyber Mearsheimer sit synspunkt i en stor artikel. Han lægger fortsat hovedskylden for krigen på Natos udvidelse, og advarer mod konsekvenserne. 

## Priser
- Clark Award for Distinguished Teaching som student ved Cornell – 1977.
- Quantrell Award for Excellence in Undergraduate Teaching fra University of Chicago – 1985.
- Phi Beta Kappa Visiting Scholar for det akademiske år 1993-94. I den egenskab holdt han en serie af foredrag ved 8 læreanstalter.
- Valgt ind i American Academy of Arts and Sciences – 2003.